# Gedenken an den Flugzeugabschuss über Oerie

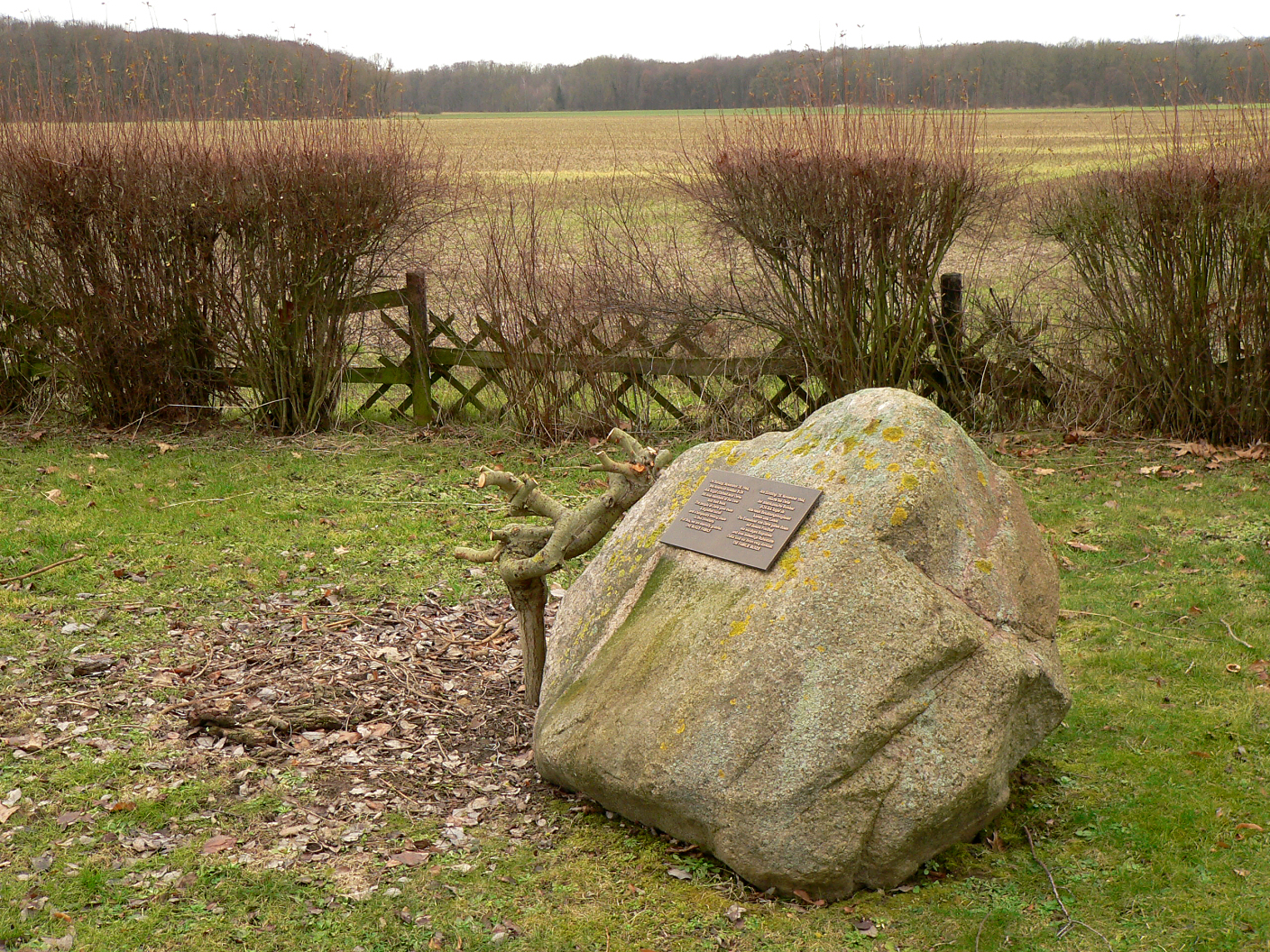
Gedenkstein auf dem Friedhof Oerie

Zum Gedenken an den Flugzeugabschuss über Oerie wurde im Jahr 2010 auf dem Friedhof in Oerie, einem Ortsteil der Stadt Pattensen in Niedersachsen, ein Gedenkstein aufgestellt. Er erinnert an den Absturz eines Bombers vom Typ B-24 „Liberator“ der United States Army Air Forces während des Zweiten Weltkriegs. Das Flugzeug schlug nach deutschem Beschuss unweit des Ortes auf, wobei alle neun Besatzungsmitglieder ums Leben kamen.

## Ereignis

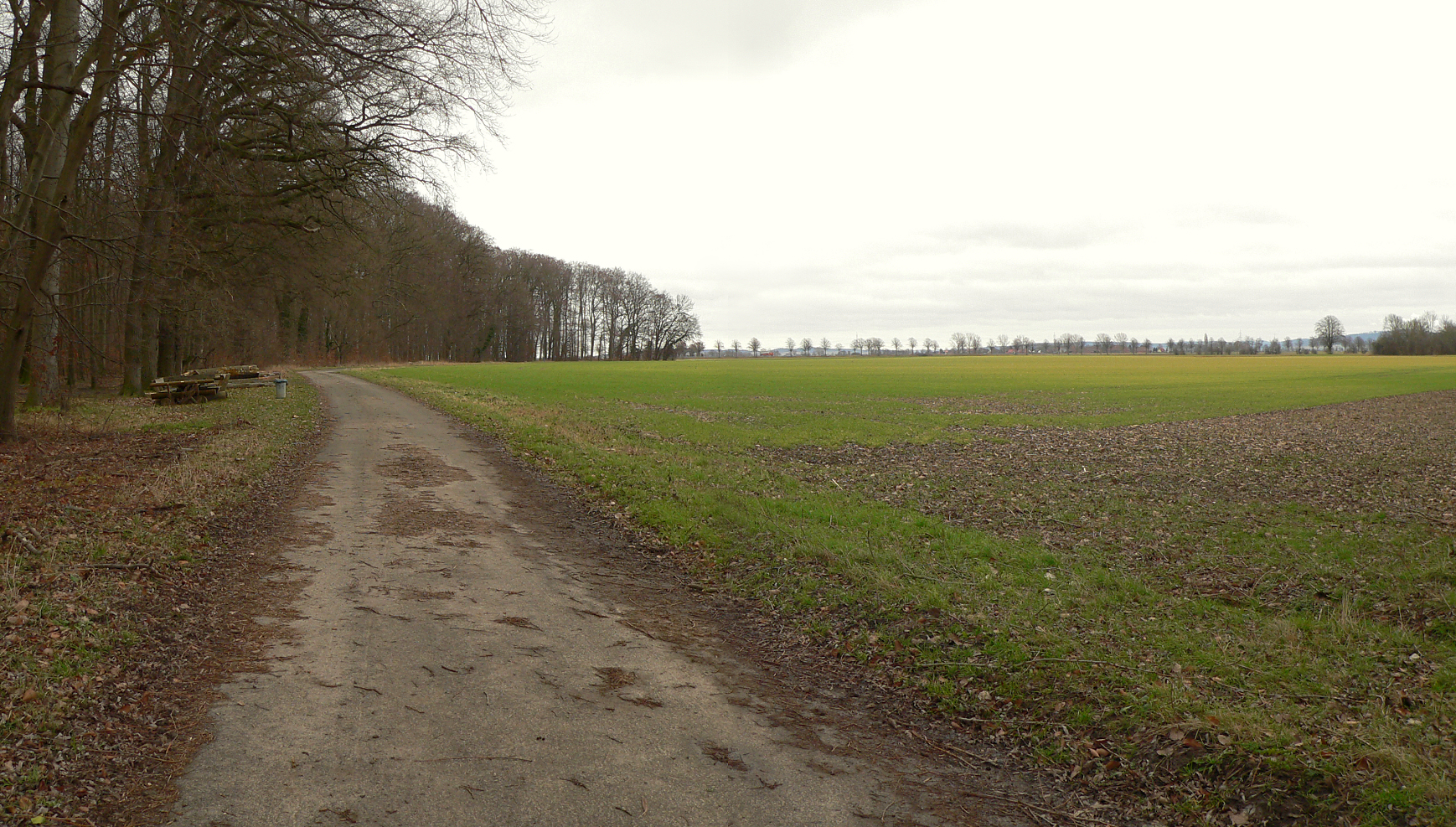
Oerier Wald, wo der Bomber in unmittelbarer Nähe auf einem Feld abstürzte

Am 26. November 1944 starteten in England über 1000 alliierte Bomber und etwa 700 begleitende Jagdflugzeuge, die in zwei Bomberströmen nach Deutschland einflogen. Etwa 300 Maschinen hatten Misburg mit der kriegswichtigen Erdölraffinerie Deurag-Nerag als Ziel und warfen ca. 3300 Bomben der Größe 250 kg und 500 kg ab. Durch den Angriff wurden mindestens 48 Menschen am Boden getötet. Auf dem Rückflug wurde ein US-amerikanischer Bomber der Eighth Air Force wahrscheinlich von einem deutschen Jagdflugzeug beschossen. In jüngerer Zeit ergaben sich Hinweise darauf, dass der Bomber auch von deutscher Flak getroffen worden sein könnte. Das Flugzeug stürzte Zeitzeugenberichten zufolge in den Mittagsstunden auf einem Feld zwischen dem Oerier Wald und dem Jeinser Holz ab. Einige Besatzungsmitglieder sollen noch den Fallschirm benutzt haben, jedoch sei das Flugzeug zu tief für eine Rettung damit gewesen sein. Die Eighth Air Force verlor bei dem Einsatz 36 Bomber und einige Jagdflugzeuge, darunter 20 Bomber bei dem Angriff auf Misburg.

## Flugzeug und Besatzung
Der Bomber gehörte zur 491. Bombergruppe des 853. Bomberschwadrons der Eighth Air Force.
Die Einheit war in North Pickenham in der Grafschaft Norfolk in England stationiert. Das Flugzeug hatte von der Besatzung den Spitznamen Ark Angel (deutsch: Erzengel) erhalten, der zusammen mit einem Pin-up als Nose art am Bug auf der Maschine aufgemalt war. Das Flugzeug hatte mit der ersten Crew bereits 30 Angriffe geflogen und wurde von einer zweiten Besatzung abgelöst, die dann abstürzte. Zur Besatzung gehörten:
- David N. Bennett, Pilot
- Jessie F. Blount, Co-Pilot
- George H. Engel, Navigator
- Raymond O. McKee, MG-Schütze Bug

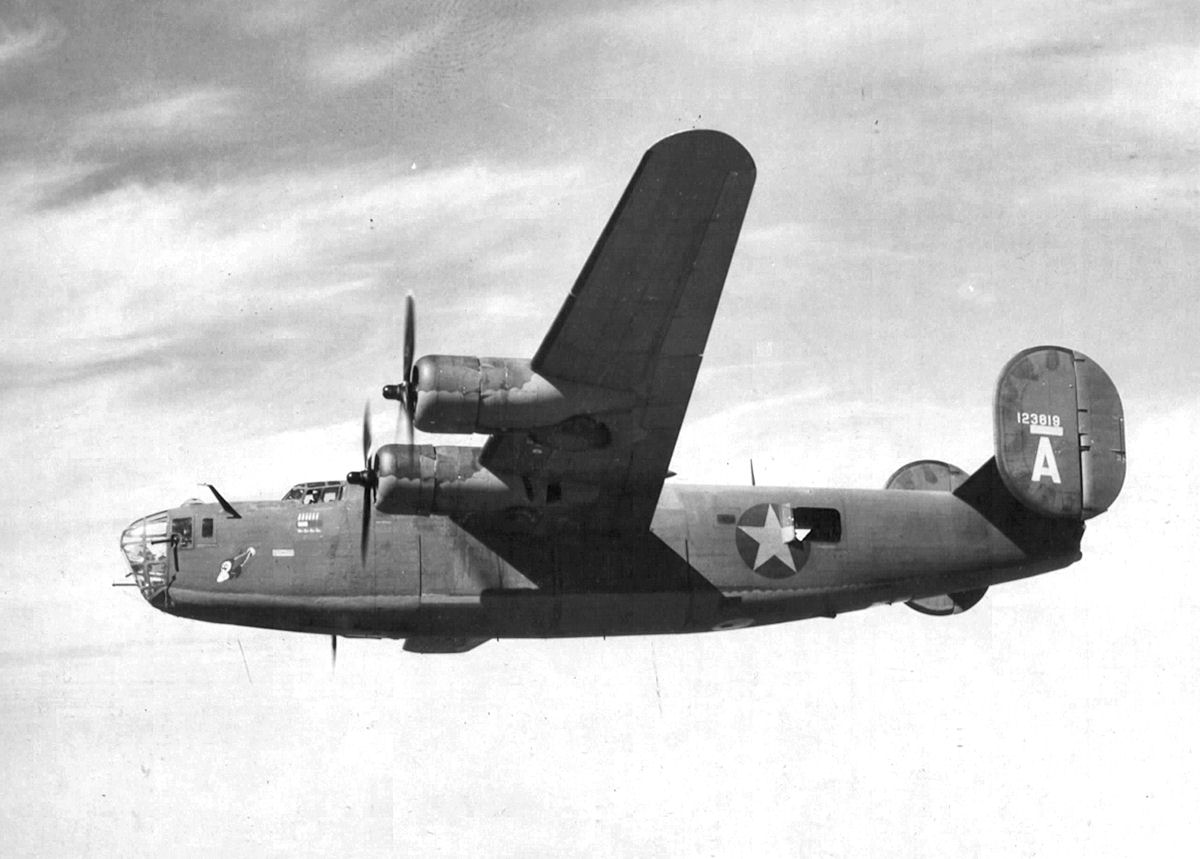
Eine B-24 „Liberator“ als Typ des abgeschossenen Flugzeuges

- Irving B. Star, MG-Schütze Hauptturm
- Pete Patrick Jr., Funker
- Normann Warford, Linker MG-Schütze
- Charles E. Hixson, Rechter MG-Schütze
- Henry P. Stovall, MG-Schütze Heck

## Gedenken

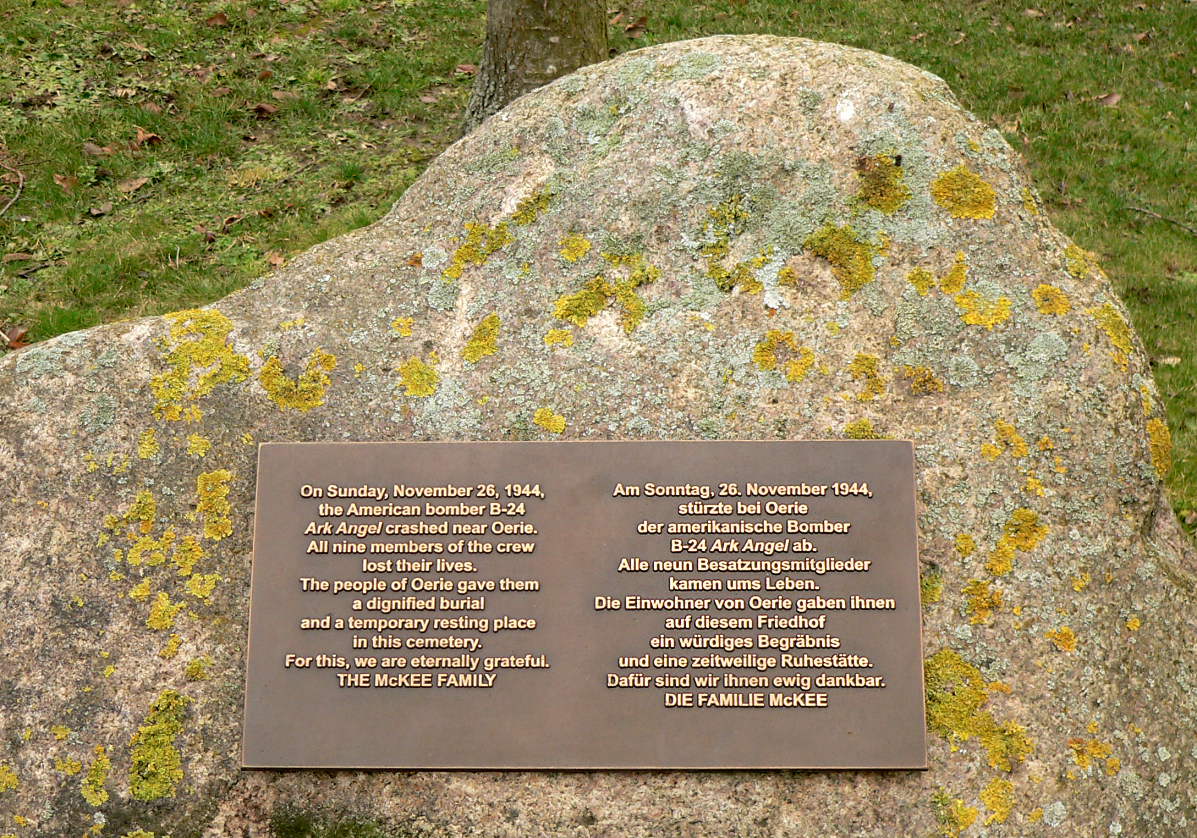
Gedenkplatte auf dem Stein

Zum Gedenken an den Flugzeugabsturz wurde auf dem Friedhof von Oerie ein Findlingsstein mit einer Gedenkplatte in deutscher und englischer Sprache aufgestellt. Auf dem Friedhof wurden im Jahre 1944 die toten US-Soldaten beerdigt und 1946 exhumiert, um sie auf amerikanischen Soldatenfriedhöfen beizusetzen. Der Gedenkstein wurde im Mai 2010 mit einer Andacht in Gegenwart einer Tochter und eines Sohns von Besatzungsangehörigen, die aus den USA angereist waren, eingeweiht. Mit der Inschrift des Steins dankt die Familie eines Besatzungsmitglieds den Einwohnern von Oerie für das würdige Begräbnis der neun Toten. Der Gedenkstein stand bis 2013 an einer Trauerweide, die nach einem Sturm gefällt werden musste. 2014 wurde stattdessen eine amerikanische Roteiche neu gepflanzt.